# 紙幣計算機

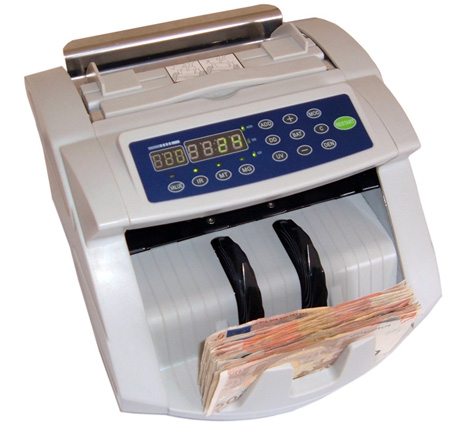
紙幣計算機（フランス）

紙幣計算機（しへいけいさんき、英: banknote counter）とは、紙幣を数える機械である。メーカーによっては紙幣計数機と呼称する。ノートカウンターや紙幣釣銭機などともいう。

## 概要
文字通り、紙幣枚数を数えるものである。携帯できる小型単機能のものから、銀行や郵便局の貯金窓口（ゆうちょ銀行）等の金融機関に設置される大型多機能のものまで各種ある。
単機能型は、大量の紙幣を扱う営業員が携帯するケースや、スーパーマーケット、金券ショップ等で目にすることができる。金券ショップでは、持ち込まれた商品券類の計数にも用いられる。一般的には、回転するローラーによって、紙幣枚数を実測するものが多い。携帯タイプでは、精密なはかりによって、総重量から紙幣枚数を計数するものも見られる。ローラー式は、一定枚数ごとに、動作を停止し、紙幣や金券類を必要枚数ごとにわける機能を有するものもある。
スーパーマーケットにおいては、近年、紙幣つり札自動払い出し機（収納機能付）の普及により、単機能型紙幣計算機が不要になるケースがある。これ自体が、紙幣計算機を内蔵しており、1取引ごとに紙幣の受け払い枚数が即時に計数され、管理されるためである。一般的にレジスターと接続され、入力された預かり金額から計算されたおつりの金額に相当する紙幣を自動的に払いだす機能がついているほか、投入された紙幣の枚数をレジスターに転送し、現金過不足や不正の防止を図っているものもある。収納された紙幣は、盗難防止・不正防止の観点からカートリッジに収納され、バックヤード等に設置された専用入金機に挿入するか、専用の鍵を使用しないと開錠できないようになっているのが一般的である。自動的に紙幣を鑑定し、合計投入枚数が計算される。回収した紙幣は、つり札として再利用することができる機種もある。
近年、鉄道会社の乗車券類発売窓口、とりわけみどりの窓口で、紙幣計算機が導入されるケースが増えている。主に、後述する銀行向け機種の小型機が用いられ、使用方法や考え方は、前述のスーパーマーケット向け紙幣つり札自動払い出し機（収納機能付）と同じである。発売された乗車券類の金額を端末に入力、紙幣に加え硬貨を自動的に計数し、受け入れ、おつりを自動的に払い出す。現在、マルス端末と接続し、販売金額を自動的に計数機用端末に転送する機能を付加しているものもある。
金融端末設置の紙幣計数機は、テラーズマシンとも呼ばれ、前述のスーパーマーケット向けの機器をさらに高機能・高速化したものである。端末機の操作により、自動的に必要な紙幣を計数して払い出したり、逆に受け入れ紙幣を計数し、そのデータを端末機に転送する機能を有する。硬貨計算機を接続し、現金の入出金が完全に機械管理されるものも多い。さらに、後方処理向けでは、自動的に紙幣を計数した上で、封緘する機能を持つ機種も存在する。日本の金融機関では、その使用が一般的となり、郵便局でも民営化を控え、簡易郵便局を含む多くの局に備え付けられ現在に至る。

## 使用場所
- 銀行、郵便局、鉄道などの駅など、現金を多く扱うところでよく使用される。

## 主要メーカー
- グローリー
- ローレルバンクマシン
- 沖電気工業
- 富士電機
- 東芝テック
- 日本電気
- ムサシ